# Cyberpunk 2077
Cyberpunk 2077 – komputerowa fabularna gra akcji wyprodukowana przez studio CD Projekt Red i wydana na platformach Microsoft Windows, PlayStation 4, PlayStation 5, Xbox One, Xbox Series oraz Google Stadia. Premiera na Windows i konsolach 8. generacji odbyła się 10 grudnia 2020 roku. 15 lutego 2022 gra ukazała się na PlayStation 5 i Xboksie Series, 5 czerwca 2025 na Nintendo Switchu 2, a 17 lipca 2025 na macOS-ie. Stanowi adaptację papierowej gry fabularnej Cyberpunk 2020 i jest osadzona 57 lat później w otwartym świecie dystopijnego Night City. Akcja gry rozgrywa się w świecie przedstawionym z perspektywy pierwszej osoby. Główny bohater Cyberpunka, najemnik o imieniu V, wykonuje zadania, korzystając z umiejętności hakowania i obsługi maszyn, jak również z różnych rodzajów broni.
Cyberpunk 2077 stworzony został na silniku REDengine 4 przez zespół liczący około 500 osób – znacznie liczniejszy niż ten odpowiedzialny za poprzednią grę studia, Wiedźmin 3: Dziki Gon z 2015 roku. Do pracy nad grą CD Projekt założył oddział we Wrocławiu, jak również nawiązał współpracę z firmami Digital Scapes, Nvidia, QLOC i Jali Research. Konsultantem był twórca systemu Cyberpunk Mike Pondsmith, a jedną z głównych ról zagrał Keanu Reeves. Ścieżka dźwiękowa skomponowana została przez Marcina Przybyłowicza i kilku innych artystów. W celu promowania gry zapowiedziano szereg utworów pochodnych, w tym komiks, grę karcianą oraz produkcję anime.

## Rozgrywka
Cyberpunk 2077 jest  fabularną grą akcji, zawierającą elementy strzelanek pierwszoosobowych. Gracz wciela się w V, którego płeć, głos, wygląd (twarz, fryzurę, sylwetkę, modyfikacje ciała, rozmiar przyrodzenia czy biustu), pochodzenie i ubiór może dostosować według własnych upodobań. W grze nie ma podziału na klasy postaci, natomiast gracz określa swój sposób gry poprzez rozwijanie cech – budowy ciała, inteligencji, refleksu, zdolności technicznych i opanowania. Postać może rozwijać umiejętności walki wręcz, posługiwania się ostrzami, bronią krótką, strzelbami, karabinami, karabinami snajperskimi, dwiema broniami, jak również hakowania, skrytobójstwa, „zimnej krwi”, inżynierii i sprawności fizycznej. W celu nabycia bądź ulepszenia cyberwszczepów, V musi odwiedzić ripperdoca, z kolei na czarnym rynku kupić może ulepszenia wojskowe. Rzadkość znajdowanego wyposażenia określana jest przez system poziomów, reprezentowanych odpowiednimi kolorami. Przemieszczając się po świecie gry, postać może chować się za osłonami, celować, biegać, wykonywać ślizgi, skoki i podwójne skoki. Ataki wręcz można wyprowadzać za pomocą broni do walki w zwarciu, z kolei broń palna może być modyfikowana i dzieli się na typy Power (rykoszetująca), Tech (przebijająca ściany i przeciwników) oraz Smart (z naprowadzanymi pociskami). Pociski z broni dystansowych można spowolnić w trybie bullet time. W grze pojawiają się cztery rodzaje zadawanych i otrzymywanych obrażeń: fizyczne, termiczne, elektromagnetyczne i chemiczne. Cyberpunk 2077 oferuje również bronie i cyberwszczepy ogłuszające czy ulepszające skradanie się, wobec czego grę można ukończyć bez zabijania kogokolwiek.
Postać gracza dysponuje własnym mieszkaniem i garażem. Świat gry, kalifornijskie Night City, podzielone jest na sześć regionów – należące do korporacji City Center, zamieszkałe przez imigrantów Watson, luksusowe Westbrook, podmiejskie Heywood, opanowaną przez gangi Pacificę oraz przemysłowe Santo Domingo. V może eksplorować również tereny w okolicach miasta, nazywane Badlandami. Po świecie postać może przemieszczać się pieszo albo w pojazdach, w których podczas prowadzenia możliwe jest przełączenie się na widok trzecioosobowy. Samobieżne samochody ułatwiają prowadzenie z nich ostrzału. Prowadząc samochód możliwe jest rozjechanie przechodniów, a policja reaguje na przestępstwa popełniane przez V w zależności od okolicy. W grze pojawiają się stacje radiowe, pełny cykl dobowy oraz system zmiennej pogody, które wpływają na zachowanie postaci niezależnych. Za sprawą braindance’ów V może przeżywać doświadczenia innych osób, z kolei drzewko dialogowe pozwala na wchodzenie w interakcje z postaciami niezależnymi i podejmowanie decyzji, podczas wykonywania zadań. Punkty doświadczenia postać zdobywa poprzez kończenie zadań z głównego wątku fabularnego, polepszając tym swoje statystyki, z kolei za zadania poboczne otrzymuje ona „punkty reputacji”, odblokowujące nowe umiejętności, handlarzy, miejsca i dodatkowe zadania. Zadania zlecane są przez postacie znane jako fixerzy, a w części z nich V wspomagać będą towarzysze. Zdrowie odzyskać można spożywając np. napoje gazowane. Poza zadaniami, w grze pojawią się również minigry, takie jak hakowanie, boks, wyścigi samochodowe, sztuki walki, dostępne będą również strzelnice. Komunikat „koniec gry” pojawia się tylko wtedy, kiedy V zginie; jeżeli nie uda mu się ukończyć zadania, gra jest kontynuowana, a niepowodzenie – podobnie jak wybory dokonywane przez gracza – może prowadzić do różnych zakończeń.

## Opis

### Świat gry
Night City jest amerykańskim megamiastem w Wolnym Stanie Kalifornia Północna, kontrolowanym przez korporacje, w którym nie obowiązują prawa krajowe i stanowe. Ogarnięte jest wojną gangów i rządzących nim osób, które walczą o dominację. W kwestiach codziennych, takich jak wywóz śmieci czy transport publiczny, mieszkańcy polegają na robotyce. Pod względem wizualnym ukształtowały je cztery epoki, które przeszło – surowy „entropizm”, kolorowy kicz, surowy neomilitaryzm i wystawny neokicz. Internet kontrolowany jest przez korporacje i wojsko. Chociaż w Night City powszechna jest bezdomność, nie wyklucza ona z możliwości korzystania z cybermodyfikacji, prowadząc do uzależnienia od kosmetycznych poprawek i przemocy. Z takimi zagrożeniami mierzy się uzbrojona organizacja znana jako Psycho Squad. Szybkiej pomocy medycznej udzielić może Trauma Team, zaś ze względu na bezustanne zagrożenie napaścią, wszyscy mieszkańcy mają prawo noszenia broni w miejscu publicznym.

### Fabuła
W roku 2013 netrunnerka Alt Cunningham (Marta Markowicz-Dziarkowska) – autorka programu Soulkiller, pozwalającego przenieść świadomość człowieka do formy cyfrowej – zostaje porwana przez Arasaka Corporation, próbującą zmusić ją do napisania dla nich własnej wersji programu. Johnny Silverhand (Michał Żebrowski), znany najemnik i rockman, a zarazem chłopak Alt, próbuje ją uratować, jednak bezskutecznie. Po pewnym czasie dowiaduje się, że Arasaka zastosowała na Alt Soulkillera, przez co kobieta stała się sztuczną inteligencją, która zaszyła się w głębokiej sieci. Dziesięć lat później Silverhand, nadal poszukujący zemsty na korporacji, przypuszcza atak terrorystyczny na jej siedzibę, jednak zostaje pojmany i zabity, a jego świadomość przeniesiona na biochip.
W roku 2077 najemnik V (Vincent – Kamil Kula / Valerie – Lidia Sadowa) wraz ze swoim znajomym, Jackiem Wellesem (Jacek Król), podejmuje się zlecenia dla fixera Dextera DeShawna (Przemysław Bluszcz), polegającego na kradzieży należącego do Arasaka Corporation biochipu Relic. W trakcie skoku widzą, jak prezes korporacji – Saburo Arasaka (Masane Tsukayama) – zostaje zabity przez swojego syna, Yorinobu (Robert Tondera / Hideo Kimura). Podczas ucieczki Jackie zostaje śmiertelnie ranny, a pojemnik z biochipem uszkodzony. Żeby nie dopuścić do zniszczenia towaru, V umieszcza go w swojej głowie.
DeShawn – wściekły za to, że akcja przyciągnęła uwagę policji – strzela do V i porzuca go na wysypisku śmieci. Po odzyskaniu przytomności V doświadcza wspomnień Silverhanda, zapisanych na Relicu. Od zaufanego ripperdoca, Viktora Vectora (Miłogost Reczek), dowiaduje się, że zostało mu kilka tygodni życia. Po postrzale nanotechnologia biochipu przywróciła V do życia, ale jednocześnie rozpoczęła nadpisywanie jego wspomnień i osobowości zapisaną na urządzeniu świadomością Silverhanda. Usunięcie chipu skutkować będzie natychmiastową śmiercią V, co zmusza go do znalezienia sposobu na pozostanie przy życiu i pozbycia się ze swojej głowy Silverhanda.
V nawiązuje współpracę z netrunnerką Judy Alvarez (Marta Żmuda-Trzebiatowska), która prowadzi go do prawdziwych prowodyrów kradzieży chipu – gangu cyberprzestępców Voodoo Boys. Po dotarciu do ich przywódczyni, V i Johnny’emu udaje się dotrzeć do SI Alt i uzyskać obietnicę pomocy, jeżeli uda im się dostarczyć ją do Mikoshi – cyfrowej fortecy Arasaki, w której przetrzymywane są SI stworzone przez technologię bazującą na Soulkillerze, sprzedawaną komercyjnie przez korporację jako program Secure Your Soul.
W zależności od wyborów podjętych przez gracza, V ostatecznie może zdecydować się popełnić samobójstwo, pozwolić Silverhandowi przejąć swoje ciało i przypuścić atak na Mikoshi z jego dawną ekipą, przypuścić atak z sojusznikami zebranymi wcześniej, zaatakować samodzielnie bądź zdecydować się na współpracę z Arasaką. Bez względu na obraną strategię, po użyciu Soulkillera okazuje się, że szkody wyrządzone ciału V są nieodwracalne. Może on w nim pozostać, niepewny tego ile życia mu pozostało, albo pozwolić na stałe przejąć je Silverhandowi, który dziękuje mu i opuszcza Night City, żeby rozpocząć nowe życie.

## Produkcja

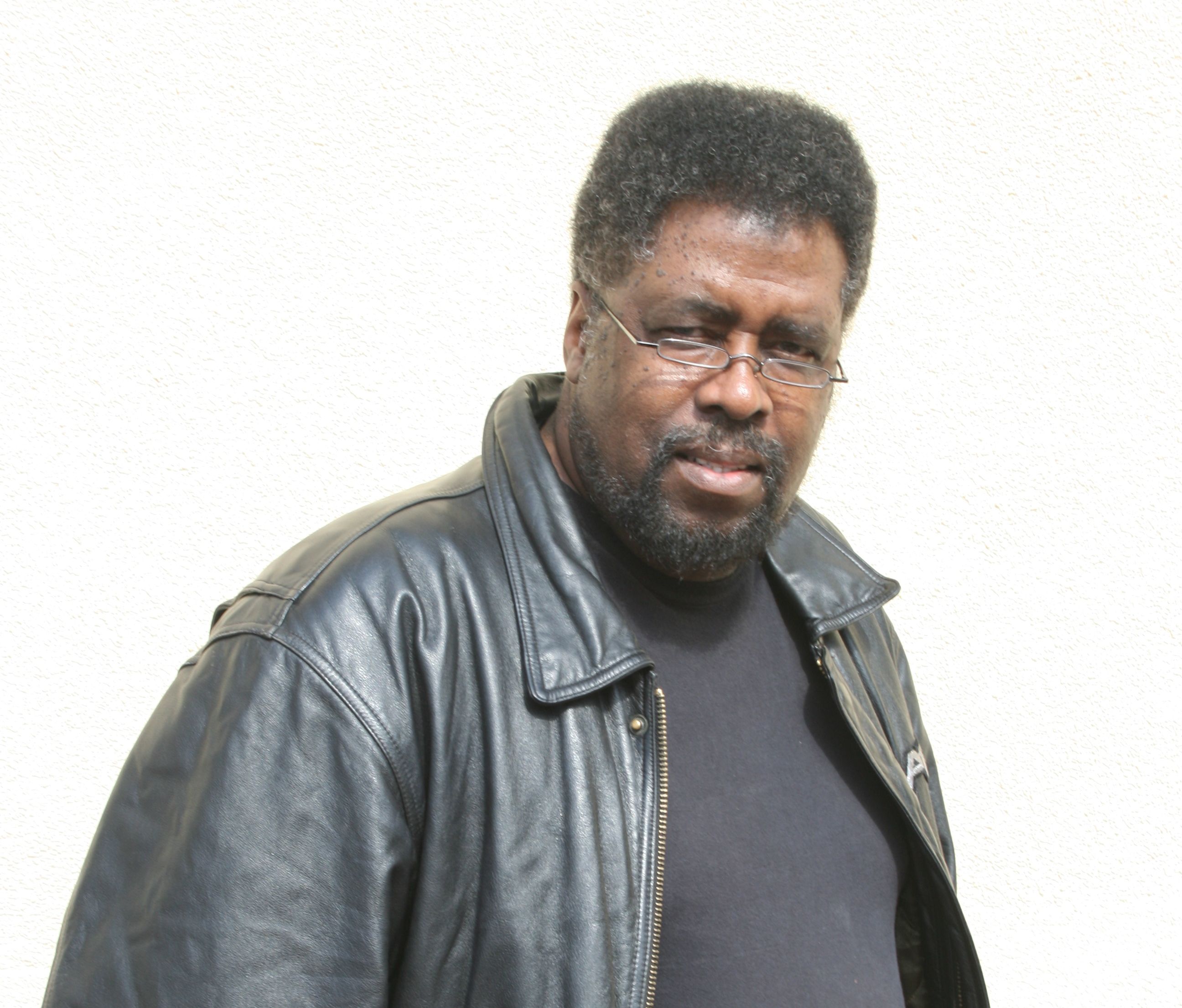
Mike Pondsmith, twórca oryginalnego systemu Cyberpunk

Preprodukcja Cyberpunka 2077, przy udziale około pięćdziesięcioosobowego zespołu, rozpoczęła się w 2016 roku, kiedy CD Projekt Red zakończył prace nad dodatkiem Krew i wino do Wiedźmina 3: Dzikiego Gonu. Ostatecznie nad grą pracował zespół większy niż nad Wiedźminem 3, w październiku 2019 roku liczący około 500 osób. Po zakończeniu prac nad Wiedźminem, studio rozpoczęło aktualizowanie silnika REDengine 3, żeby przystosować go do nowej gry. Na rozwój gry i związanych z nią technologii CD Projekt Red otrzymał od polskiego rządu granty w łącznej wysokości ok. 7 mln dolarów amerykańskich. W czerwcu 2017 roku wczesne szkice Cyberpunka 2077 zostały wykradzione przez hakerów, którzy zagrozili ich upublicznieniem, studio odmówiło jednak zapłacenia haraczu za nie. Pod koniec 2017 roku CD Projekt Red ogłosił, że osiągnęło jeden z kamieni milowych w pracach nad grą, z kolei w marcu 2018 roku otworzyło we Wrocławiu nowe studio, mające wspomóc je w produkcji. W październiku twórcy nawiązali współpracę z kanadyjskim Digital Scapes w celu opracowania dodatkowych narzędzi dla gry, a w czerwcu 2019 roku z Nvidią, w celu zaimplementowania technologii śledzenia promieni w czasie rzeczywistym, oraz w styczniu 2020 roku z QLOC, mającym zapewnić dodatkową kontrolę jakości. Podjęto też współpracę ze studiem Jali Research, które było odpowiedzialne za dostosowanie wypowiadanych kwestii do ruchu ust postaci.
Po opracowaniu w etapie preprodukcji setek grafik koncepcyjnych, autorzy określili cztery style estetyczne, którymi charakteryzować ma się gra. Większość samochodów bazuje na projektach Marcella Gandiniego z lat 80. i 90. XX wieku, chociaż w grze odwzorowane zostaną również istniejące naprawdę auta, jak np. porsche 911. Przetwarzanie strumieniowe i oświetlenie globalne zaprogramowane zostały tak, żeby nie obciążać procesorów. Technologia śledzenia promieni pozwoliła poprawić jakość oświetlenia globalnego, odbić, ambient occlusion i cieni. Pierwotnie w dniu premiery w grze miał pojawić się tryb wieloosobowy, ostatecznie ogłoszono jednak, że zostanie on dodany dopiero po premierze. Twórcy zdecydowali się na perspektywę pierwszoosobową, uznając, że pozwoli ona graczom na większą immersję niż widok trzeciej osoby, jednak zarówno przerywniki filmowe, jak i sama rozgrywka zostały opracowane tak, żeby płynnie przechodzić pomiędzy oboma widokami. W Cyberpunku 2077 pojawić ma się pełna nagość, która według reżysera gry, Adama Badowskiego, stanowi element transhumanizmu: „ciało nie jest już sacrum, a profanum”. Scenariusz został napisany w języku polskim, a następnie zlokalizowany na angielski przez osobny zespół. Pozostałe wersje językowe przetłumaczone zostały z języka angielskiego, chociaż część lokalizacji, np. rosyjska, opracowywano zarówno na podstawie tłumaczenia angielskiego, jak i polskiego oryginału. Zadania zostały zaprojektowane w taki sposób, żeby gracze mogli decydować samodzielnie, w jakiej kolejności chcą je wykonywać, z kolei wiele zadań pobocznych stanowi niewykorzystane elementy głównego wątku fabularnego. W celu dopasowania dubbingu w wielu językach, CD Projekt Red opracował technologię bazującą na sieciach neuronowych, w czasie rzeczywistym dostosowującą ruch ust postaci do wypowiadanych dialogów. System animacji został przerobiony w taki sposób, żeby lepiej oddawać ruchy mięśni; usprawniono również technikę przechwytywania ruchu. Środowisko gry zostało stworzone z „prefabrykowanych” projektów, a wykorzystywane wielokrotnie zasoby graficzne generowane są w innych kolorach i wzorach – część z nich generowana jest proceduralnie. Uwzględniając opinie na temat gry, jakie pojawiły się po jej prezentacji podczas targów Electronic Entertainment Expo w 2018 roku, twórcy umożliwili przejście Cyberpunk 2077 bez zabijania, jak również zrezygnowali ze sztywnego podziału na mężczyznę i kobietę podczas tworzenia postaci, zamiast tego opierając się na typach ciała i głosach. Night City zostało zaprojektowane przy współpracy z urbanistami, a jego architektura inspirowana była brutalizmem. Świat wczytywany jest przy użyciu pionowego przesyłania strumieniowego, renderującego wyłącznie zasoby graficzne widoczne na ekranie. W sierpniu 2018 roku ukończono fabułę i możliwe było pełne przejście gry. Pozostała zawartość została ukończona w połowie 2019 roku, a pozostały czas produkcji poświęcony był głównie na usprawnianie istniejących już elementów. Ze względu na pandemię COVID-19, od marca 2020 roku twórcy rozpoczęli pracę zdalną, co spowodowało wstrzymanie prac nad dubbingami. Chociaż studio publicznie wielokrotnie zapewniało, że produkcja Cyberpunka 2077 nie będzie wiązała się z obowiązkowymi nadgodzinami, zostały one wprowadzone w ostatnich miesiącach prac nad grą.
Cyberpunk 2077 zrealizowany został na podstawie systemu Cyberpunk 2020 Mike’a Pondsmitha, który od 2012 roku pełnił funkcję konsultanta powstającej gry, pojawia się w niej również jako bohater niezależny. Wpływ na fabułę miała jego kontynuacja oryginalnego systemu, Cyberpunk Red, zaś sama gra czerpała inspirację z takich tytułów jak film Łowca androidów (1982), seria mang i anime Ghost in the Shell oraz gry System Shock (1994) i Deus Ex (2000). W Cyberpunk 2077 pojawiają się motocykl inspirowany Akirą Katsuhira Ōtomo oraz samochód inspirowany Mad Maksem: Na drodze gniewu (2015). Muzykę do gry skomponował Marcin Przybyłowicz, wcześniej odpowiedzialny za ścieżkę dźwiękową do Wiedźmina: Dzikiego Gonu, we współpracy z P.T. Adamczykiem i Paulem Leonardem-Morganem. Na potrzeby dostępnych w grze stacji radiowych CD Projekt Red stworzył własne piosenki. Zespół Refused stworzył utwory zespołu Samurai, z kolei kanadyjska wokalistka Grimes użyczyła głosu frontmance zespołu Lizzy Wizzy and the Metadwarves. Swój wkład w ścieżkę dźwiękową mieli również Run the Jewels, ASAP Rocky, Gazelle Twin, Ilan Rubin, Richard Devine, Nina Kraviz, Deadly Hunta, Rat Boy i Tina Guo.
W lipcu 2018 roku twórcy nawiązali współpracę z aktorem Keanu Reevesem, który przyjął rolę Johnny’ego Silverhanda – w celu zachowania tajemnicy nazywanego wtedy Mr Fusion. Postać wzorowana jest na wyglądzie Reevesa, który użyczył jej również głosu w angielskiej wersji i odegrał ją podczas sesji przechwytywania ruchu. Po spędzeniu piętnastu dni na nagrywaniu dubbingu do gry, Reeves poprosił o możliwość powiększenia jego roli. Twórcy przystali na tę prośbę i podwoili liczbę jego kwestii dialogowych, wskutek czego od Silverhanda więcej dialogów ma jedynie V.
Głosu Saburowi Arasace, prezesowi Arasaka Corporation, użyczył znany seiyū Masane Tsukayama. W polskiej wersji językowej głosu V użyczyli Kamil Kula i Lidia Sadowa, Johnny’emu Silverhandowi Michał Żebrowski, a Judy Alvarez – Marta Żmuda Trzebiatowska. Polscy aktorzy nagrywali dubbing we współpracy ze scenarzystami, udzielającymi im wskazówek, a którzy mieli również swój udział w obsadzaniu aktorów pod konkretne postacie. Epizodyczne role (użyczenie głosu i/lub podobizny) w Cyberpunku 2077 zagrali liczni twórcy internetowi, jak również twórcy gry.
Do 2019 roku głównym scenarzystą był Sebastian Stępień, który następnie przeniósł się do Blizzard Entertainment. W październiku 2020 roku gra trafiła do tłoczni. Według raportu CD Projektu dotyczącego trzeciego kwartału (do września) 2020 roku, łączny koszt produkcji i reklamy Cyberpunka 2077 wyniósł 522,7 mln złotych.
21 września 2023 producent wydał aktualizację 2.0 wprowadzającą znaczne zmiany i usprawnienia rozgrywki, między innymi poprawiony system policji, ulepszone drzewko umiejętności oraz poprawioną sztuczną inteligencję przeciwników.
28 maja 2025 roku ogłoszono preprodukcję Cyberpunka 2, tworzonego na Unreal Enginie 5.

## Dystrybucja i marketing
Cyberpunk 2077 został zapowiedziany w maju 2012 roku, a w styczniu 2013 roku opublikowano krótki zwiastun filmowy. W tym samym roku ogłoszono, że gra trafi na komputery osobiste z systemem Windows, a podczas Electronic Entertainment Expo 2018 do listy platform docelowych dodano konsole PlayStation 4 i Xbox One. Na targach zaprezentowano również drugi zwiastun, z kolei przedstawicielom mediów branżowych za zamkniętymi drzwiami zaprezentowano demonstrację gry z wersji prealfa. W następnych miesiącach tę samą wersję demonstracyjną zaprezentowano podczas targów Gamescom oraz udostępniono w Internecie. Podczas E3 2019 ogłoszono datę premiery, przewidzianą na 16 kwietnia 2020 roku, którą następnie przesunięto na 17 września, następnie na 19 listopada, a ostatecznie na 10 grudnia. Druga wersja demonstracyjna pokazana została na targach E3 i Gamescom w 2019, a jej skróconą, piętnastominutową wersję udostępniono w Internecie w sierpniu, wraz z ogłoszeniem, że gra pojawi się również na platformie Stadia. W lutym 2020 roku Nvidia ogłosiła, że Cyberpunk 2077 będzie dostępny również w ramach usługi GeForce Now. Podczas targów Tokyo Game Show zaprezentowano wierną replikę motocyklu Yaiba Kusanagi w skali 1:1. Ze względu na odwołanie E3 2020 z powodu pandemii COVID-19, CD Projekt rozpoczął serię internetowych pokazów Night City Wire, prezentujących dodatkowe zwiastuny, rozgrywkę i materiały zza kulis. Posiadacze gry w wersji na PlayStation 4 i Xboksa One będą mogli zaktualizować ją za darmo do wersji na PlayStation 5 i Xboksa Series. Gra na konsole dziewiątej generacji ukazała się 15 lutego 2022 wraz z wydaniem patcha 1.5. Tryb gry wieloosobowej, mający stanowić osobny, tworzony od podstaw komponent, ma pojawić się najwcześniej w 2022 roku.

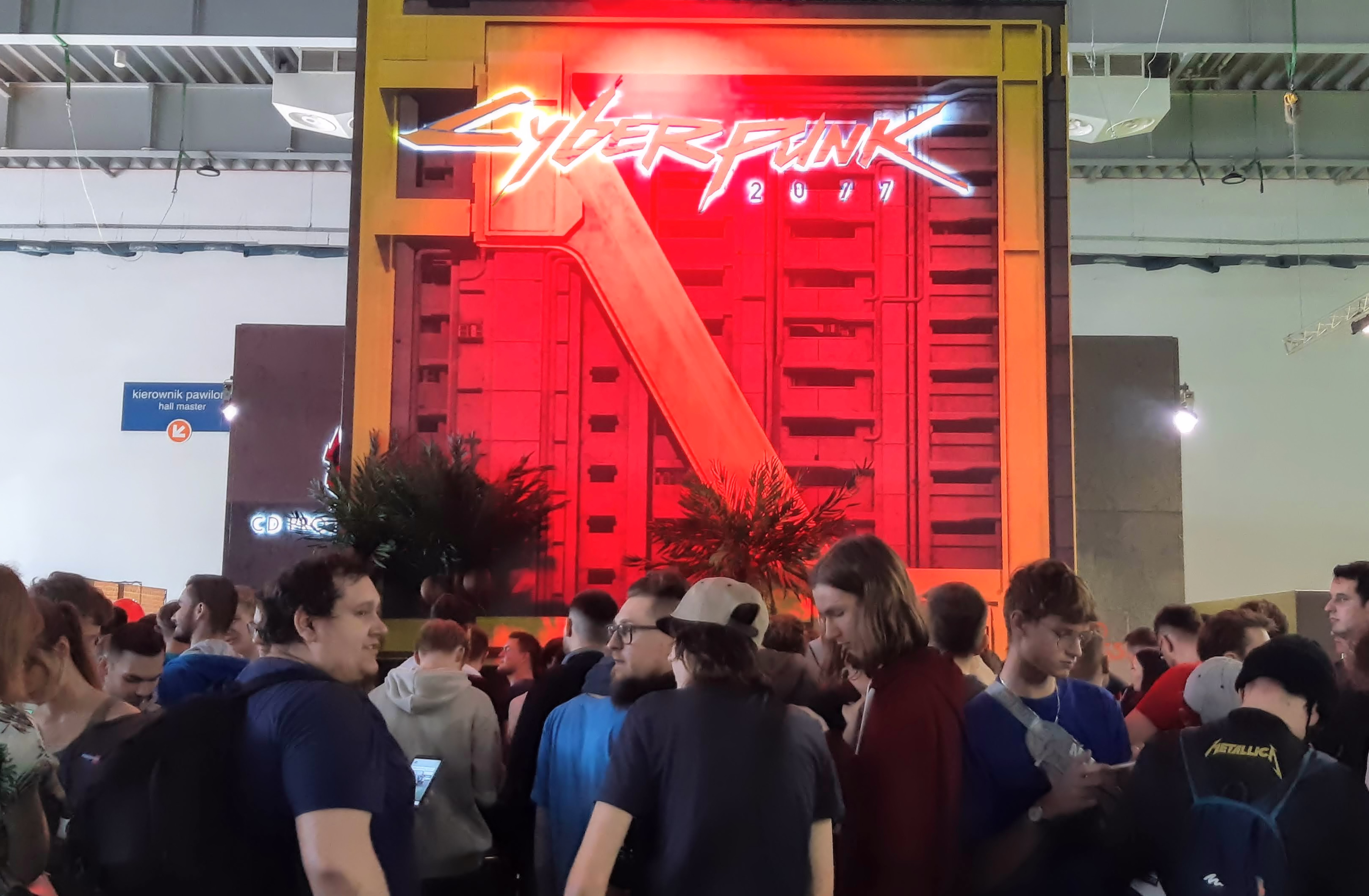
Stoisko Cyberpunk 2077 na targach Poznań Game Arena 2019

W skład edycji kolekcjonerskiej wchodzą pudełko, steelbook, figurka przedstawiająca V, artbook w twardej oprawie, metalowe przypinki i karabińczyk, przewodnik po Night City, naszywki, kompendium o świecie gry, pocztówki z Night City i mapa miasta oraz naklejki. W wydaniu standardowym również znajdą się kompendium, pocztówki, mapa i naklejki. Do każdej kopii gry dołączone będą również dodatki cyfrowe – ścieżka dźwiękowa, miniartbook, podręcznik Cyberpunk 2020, tapety i komiks Cyberpunk 2020: Twój głos, z kolei przy zakupie na platformie GOG.com dodatkowo komiks Big City Dreams. W Polsce dystrybutorem gry będzie Cenega, w Ameryce Północnej Warner Bros. Interactive Entertainment, w Turcji Bilkom, w Japonii Spike Chunsoft (tylko edycje detaliczne na PlayStation 4), z kolei Bandai Namco Entertainment wyda grę w dwudziestu czterech krajach europejskich oraz w Australii i Nowej Zelandii.
16 kwietnia 2020 roku w sprzedaży znalazły się powiązane z grą figurki Funko Pop. 29 lipca nakładem wydawnictwa Dark Horse ukazał się 192-stronicowy artbook Cyberpunk 2077: Jedyna oficjalna książka o świecie gry Cyberpunk 2077 (ang. The World of Cyberpunk 2077), z kolei 9 września pierwszy numer komiksu Cyberpunk 2077: Trauma Team ze scenariuszem Cullena Bunna i ilustracjami Miguela Valderramy. Od czerwca do października 2020 roku CD Projekt Red organizowało konkurs dla cosplayerów. Studio nawiązało współpracę z CMON Limited w celu stworzenia gry karcianej Cyberpunk 2077: Afterlife, jak również z trzyletnią umowę z McFarlane Toys na produkcję licencjonowanych figurek. Ostatnia limitowana edycja konsoli Xbox One X wydana przez Microsoft, powiązana z Cyberpunkiem 2077, zawierała również cyfrową kopię gry i zawartość do pobrania. W ramach umów zawartych wyłącznie na rynek chiński, pojawiły się tam karty graficzne, fotele dla graczy, napoje energetyczne, trampki i smartfony z motywami z gry. W maju 2020 roku CD Projekt nawiązał współpracę z Grupą Agora na przeprowadzenie kampanii reklamowej gry w Polsce. W 2020 roku poinformowano, że studio Trigger pracuje nad serialem anime Cyberpunk: Edgerunners dla Netfliksa. Premiera serialu odbyła się 13 września 2022 roku. We wrześniu tego samego roku zapowiedziano jedyny dodatek do gry, Widmo wolności, który został wydany 26 września 2023 roku wyłącznie na komputerach i konsolach dziewiątej generacji. 5 czerwca 2025 roku wydano wersję na Nintendo Switch 2.

### Cyberpunk 2077: Widmo wolności
6 września 2022 roku CD Projekt Red potwierdził, że planuje wydać rozszerzenie zatytułowane Cyberpunk 2077: Widmo wolności (ang. Cyberpunk 2077: Phantom Liberty) na Windows, Xbox Series oraz PlayStation 5 w 2023 roku. To jedyne zaplanowane rozszerzenie do gry, a Keanu Reeves ma powrócić w roli Johnny’ego Silverhanda. 16 listopada 2022 roku potwierdzono, że Widmo wolności będzie płatnym dodatkiem, podobnie jak rozszerzenia Krew i wino oraz Serca z kamienia do gry Wiedźmin 3: Dziki Gon. Podczas gali The Game Awards 2022 wydano zwiastun dodatku, który ujawnił, że Idris Elba dołączył do projektu. Data premiery rozszerzenia została ogłoszona podczas pokazu na żywo podczas 2023 Xbox Showcase w ramach Summer Game Fest, wraz z kolejnym zwiastunem oraz ogłoszeniem nowych dodatków, w tym interaktywnych pościgów samochodowych ze scenami walki, gruntownie przekształconego systemu poziomów i postępu oraz możliwością wprowadzenia postaci gracza w stan „cyberpsycho” przy pomocy zainstalowanego cyberware. Przy zamówieniach przedpremierowych Widma wolności, gracze otrzymują dodatkowy pojazd do wykorzystania w grze. Przed premierą rozszerzenia, producent wydał dużą aktualizację tytułu oznaczoną numerem 2.0, która pojawiła się 21 września na platformach Microsoft Windows, PlayStation 5 oraz Xbox Series. Ta aktualizacja wprowadziła funkcje zapowiedziane razem z Phantom Liberty.
5 grudnia 2022 roku CD Projekt Red potwierdził wydanie edycji „gra roku” (Game of the Year) Cyberpunka 2077 po premierze Widma wolności. Obie te gry są planowane na rok 2023. Prezes CD Projekt Red, Adam Kiciński, wyjaśnił, że jest to naturalny kierunek rozwoju, wspominając, że po wydaniu poprzedniej gry, Wiedźmina 3, która otrzymała rozszerzenia fabularne Krew i wino oraz Serca z kamienia, spółka wydała edycję „gra roku”, która zawierała wszystkie wydane DLC, i oczekuje, że podobnie będzie z Cyberpunkiem.
W październiku 2023 roku producent ujawnił, że wydał ponad 120 milionów dolarów na rozwijanie gry od momentu jej premiery, uwzględniając aktualizacje, poprawki błędów oraz rozwijanie i marketing dodatku (kosztującego około 84 milionów dolarów). Według raportu portalu Kotaku, koszt produkcji podstawowej gry wyniósł 174 miliony dolarów, a na jej marketing wydano 142 miliony dolarów. Łączny koszt gry wynosi teraz ponad 436 milionów dolarów, co czyni ją drugą najdroższą grą w historii (po Star Citizenie).

## Odbiór

### Przed premierą
Cyberpunk 2077 zdobył ponad sto nagród na targach Electronic Entertainment Expo w 2018 roku, w tym m.in. dla najlepszej gry, najlepszej gry na Xboksa One, najlepszej gry na komputery osobiste i najlepszej gry fabularnej od serwisu IGN, najlepszej gry fabularnej i najlepszej gry targów od magazynu „Game Informer” oraz najlepszej gry targów od serwisu GamesRadar+ i magazynu „PC Gamer”. Chociaż drugi zwiastun gry zyskał miano najlepszego zaprezentowanego podczas targów, William Gibson, uznawany za pioniera podgatunku cyberpunk, określił go mianem „Grand Theft Auto ubranego w kliszowy retrofuturyzm w stylu lat 80.”. W późniejszym czasie Gibson wyraził się jednak przychylnie o pierwszej wersji demonstracyjnej prezentującej rozgrywkę. Obiektem krytyki stała się perspektywa pierwszej osoby. Cyberpunk 2077 był najszerzej komentowaną grą Electronic Entertainment Expo 2019, podczas których zdobył nagrody dla najlepszej gry od GamesRadar+, „PC Gamera”, Rock Paper Shotgun i Ars Techniki, jak również najlepszej gry, najlepszej gry na PlayStation 4, najlepszej gry na Xboksa One, najlepszej gry na komputery osobiste i najlepszej gry fabularnej od IGN. Trzeci zwiastun zdobył powszechny rozgłos ze względu na ujawnienie, że w produkcję gry zaangażowany był Reeves.

### Po premierze
Według agregatora recenzji Metacritic, Cyberpunk 2077 w wersji na PC spotkał się z „powszechnym uznaniem” krytyków. Recenzentom udostępnione zostało komputerowe wydanie gry, zakazano im jednak nagrywać własne materiały wideo do recenzji, zamiast których musieli wykorzystywać filmy dostarczone przez producenta. Przez analityków średnia ocen gry została uznana za niezadowalającą, co przyczyniło się do spadku wartości akcji CD Projekt SA o 9,4%. 15 grudnia agregator recenzji OpenCritic zamieścił na karcie Cyberpunk 2077 ostrzeżenie sugerujące, że CD Projekt świadomie manipulował ocenami, nie udostępniając do recenzji wersji przeznaczonych na konsole ósmej generacji.
Krytycy chwalili jakość głównego wątku fabularnego oraz głębię i ekspansywność zadań pobocznych, żyjący świat Night City oraz jego klimat i świeżość, jak również oprawę wizualną. Z mieszanym przyjęciem spotkały się niektóre mechaniki, takie jak wytwórstwo, kierowanie pojazdami i walka. W dniu premiery, na Steamie w Cyberpunk 2077 grało jednocześnie ponad milion graczy, co stanowiło najwyższy w historii wynik gry dla jednego gracza. Powszechna krytyka dotknęła niedopracowania technicznego, skutkującego licznymi błędami, glitchami i problemami z wydajnością. W dniu premiery średnia ocen użytkowników na platformie Steam wynosiła 71%, a na GOG.com – 3,7/5.
Po premierze gry, wraz z pojawianiem się kolejnych materiałów ukazujących jakość Cyberpunk 2077 na podstawowych wersjach konsol PlayStation 4 i Xbox One, w stronę CD Projektu wysunięto oskarżenia o świadome tuszowanie stanu produkcji na starszych platformach i wprowadzenie konsumentów w błąd. 12 grudnia średnia ocen użytkowników Metacritic wynosiła 2,0/10 dla wersji PS4, 2,5/10 dla Xboksa One i 6,2/10 dla PC. CD Projekt wydał oświadczenie z przeprosinami, przyznając, że działania firmy były niewłaściwe, a sama gra została wydana zbyt wcześnie. Firma zasugerowała również, żeby ubiegać się u sprzedawców o zwrot towaru i pieniędzy, uruchomiła też specjalny adres e-mail mający w tym pomóc. 17 grudnia gra została do odwołania usunięta z PlayStation Store, a w ramach porozumienia CD Projektu z Sony Interactive Entertainment każda osoba, która zakupiła ją na PlayStation w wersji cyfrowej, mogła ubiegać się o pełny zwrot pieniędzy. Następnego dnia również Microsoft zaoferował pełny zwrot, nie usuwając gry ze sklepu, opatrując jednak stronę produktu odpowiednią adnotacją. 19 grudnia CD Projekt poinformował, że w przypadku problemów ze zwrotem fizycznych kopii gry, firma zwróci nabywcom pieniądze z własnej kieszeni. W związku z 39-procentowym spadkiem wartości akcji CD Projektu po premierze gry, niektórzy inwestorzy spółki ogłosili możliwość wytoczenia przeciwko niej pozwu zbiorowego pod zarzutem „wprowadzenia w błąd celem uzyskania korzyści majątkowej”, wynikającego ze świadomego ukrywania przed nimi stanu technicznego Cyberpunk 2077 na konsolach ósmej generacji, pomimo licznych przedpremierowych zapewnień, że na rynek trafi pełnowartościowy produkt.
W grudniu 2020 Cyberpunk 2077 znalazł się na liście bestsellerów oraz produkcji z największą liczbą jednoczesnych graczy platformy Steam.
21 czerwca 2021 gra wróciła do oferty sklepu PlayStation Store.

### Sprzedaż
Na Cyberpunka 2077 złożono więcej zamówień przedpremierowych, niż na Wiedźmina 3: Dziki Gon, a jedną trzecią egzemplarzy na komputerach osobistych sprzedano za pośrednictwem należącej do CD Projektu platformy GOG.com. Gra była bestsellerem w chińskiej wersji klienta Steam. W przedsprzedaży złożono łącznie ponad 8 mln zamówień na wszystkie platformy. Koszt produkcji i marketingu (do końca 2020) zwrócił się, a dodatkowo uzyskano zysk już w momencie realizacji zamówień przedpremierowych. Podczas spotkania z inwestorami, CD Projekt poinformował, że w związku ze stanem technicznym gry na konsolach ósmej generacji, w ciągu czterech dni od premiery jej sprzedaż znacząco zmalała. W Japonii w pierwszym tygodniu sprzedano 104 687 fizyczne egzemplarze gry na PlayStation 4, co pozwoliło Cyberpunkowi 2077 zadebiutować na drugim miejscu list sprzedaży. W premierowym tygodniu, Cyberpunk 2077 zajął pierwsze miejsce na liście najlepiej sprzedających się gier w Polsce. Według danych serwisu SteamSpy, do 18 grudnia na platformie Steam grę zakupiło około 10 mln osób. Według oficjalnego komunikatu CD Projektu, do 20 grudnia włącznie – już po odjęciu zwrotów – na wszystkich platformach sprzedano ponad 13 mln egzemplarzy gry. 28 września 2022 roku studio poinformowało o sprzedaniu ponad 20 mln kopii gry. 5 października 2023 roku twórcy powiadomili, że liczba sprzedanych kopii osiągnęła 25 mln. 26 listopada 2024 roku producent ogłosił, że sprzedano ponad 30 mln kopii podstawowej wersji gry oraz ponad 8 mln egzemplarzy dodatku Widmo wolności.

### Kontrowersje
Twórcy gry kilkakrotnie oskarżeni zostali przez część amerykańskich dziennikarzy i internautów o transfobię. W sierpniu 2018 roku na oficjalnym profilu w serwisie Twitter, w odpowiedzi na komentarz jednego z użytkowników, zamieszczono parafrazę memu internetowego Did You Just Assume My Gender?, służącego do wyszydzania wrażliwości osób transpłciowych, dotyczących identyfikacji płci. W czerwcu 2019 roku na jednym z materiałów promocyjnych gry widoczny był znajdujący się w świecie gry plakat opatrzony sloganem „Wymieszaj to!”, na którym przedstawiono osobę o kobiecych rysach, mającą jednocześnie piersi i penisa. Katarzyna Redasiuk, jedna ze scenarzystek Cyberpunk 2077, przyznała, że plakat rzeczywiście przedstawia osobę transpłciową, było to jednak działanie celowe, mające odzwierciedlać sposób, w jaki korporacje 2077 roku patrzą na ludzi. Niedługo później CD Projekt Red zapowiedział, że gra zrezygnuje ze sztywnego podziału na płeć męską i żeńską, pozwalając graczom na dowolność.
Również w czerwcu 2019 roku twórcy oskarżeni zostali o rasizm. Dziennikarz serwisu Rock Paper Shotgun, opisując wrażenia z pokazu gry, zauważył, że nazywanie czarnoskórego gangu „Animals” (pol. Zwierzęta) jest nie na miejscu i służy utrwalaniu stereotypów. Temat został podchwycony przez media i internautów, którzy zarzucili CD Projekt Red m.in. to, że Mike Pondsmith nie jest zaangażowany w tworzenie Cyberpunka 2077, w przeciwnym razie nie zgodziłby się na tak rasistowskie odniesienia do osób czarnoskórych. Pondsmith odniósł się do tych zarzutów, stwierdzając, że jeśli nie byłby zaangażowany w projekt, to miałby więcej czasu, a obecnie „praktycznie nie ma życia”. Zapewnił też, że zaprojektowany przez niego świat został wiarygodnie odwzorowany w kwestii rasizmu. W 2020 roku, odnosząc się do ruchu Black Lives Matter, stwierdził: „Cyberpunk był ostrzeżeniem, nie aspiracją”.

### Nagrody
| Rok  | Nagroda                                  | Kategoria                          | Nominowany     | Rezultat  | Przypisy |
| ---- | ---------------------------------------- | ---------------------------------- | -------------- | --------- | -------- |
| 2018 | Game Critics Awards                      | wyróżnienie specjalne za grafikę   | Cyberpunk 2077 | wygrana   | [ 262 ]  |
| 2018 | Game Critics Awards                      | wyróżnienie specjalne za innowację | Cyberpunk 2077 | wygrana   | [ 262 ]  |
| 2018 | 36. edycja Golden Joystick Awards        | najbardziej oczekiwana gra         | Cyberpunk 2077 | wygrana   | [ 263 ]  |
| 2018 | Gamers’ Choice Awards                    | najbardziej oczekiwana gra         | Cyberpunk 2077 | nominacja | [ 264 ]  |
| 2019 | Game Critics Awards                      | wyróżnienie specjalne za grafikę   | Cyberpunk 2077 | wygrana   | [ 265 ]  |
| 2019 | 39. edycja Golden Joystick Awards        | najbardziej oczekiwana gra         | Cyberpunk 2077 | wygrana   | [ 266 ]  |
| 2020 | 18. edycja Visual Effects Society Awards | postać animowana w reklamie        | Dex            | wygrana   | [ 267 ]  |
| 2021 | Steam Awards                             | gra ze znakomitą fabułą            | Cyberpunk 2077 | wygrana   | [ 268 ]  |